# Клірлейк-Оукс (Каліфорнія)
Клірлейк-Оукс (англ. Clearlake Oaks) — переписна місцевість (CDP) в США, в окрузі Лейк штату Каліфорнія. Населення — 2551 особа (2020).

## Географія
Клірлейк-Оукс розташований за координатами 39°1′24″ пн. ш. 122°39′35″ зх. д. / 39.02333° пн. ш. 122.65972° зх. д. (39.023472, -122.659747).  За даними Бюро перепису населення США в 2010 році переписна місцевість мала площу 5,48 км², з яких 5,12 км² — суходіл та 0,36 км² — водойми.

## Демографія
Згідно з переписом 2010 року, у переписній місцевості мешкало 2359 осіб у 1178 домогосподарствах у складі 628 родин. Густота населення становила 431 особа/км².  Було 1823 помешкання (333/км²).
Расовий склад населення:
| - 87,1 % — білих - 2,3 % — чорних або афроамериканців - 1,9 % — корінних американців - 1,4 % — азіатів - 2,5 % — осіб інших рас |

До двох чи більше рас належало 4,7 %. Частка іспаномовних становила 8,1 % від усіх жителів.
За віковим діапазоном населення розподілялося таким чином: 13,7 % — особи молодші 18 років, 55,0 % — особи у віці 18—64 років, 31,3 % — особи у віці 65 років та старші. Медіана віку мешканця становила 54,9 року. На 100 осіб жіночої статі у переписній місцевості припадало 98,9 чоловіків;  на 100 жінок у віці від 18 років та старших — 97,7 чоловіків також старших 18 років.
Середній дохід на одне домашнє господарство  становив 38 532 долари США (медіана — 27 552), а середній дохід на одну сім'ю — 40 346 доларів (медіана — 31 638). За межею бідності перебувало 31,4 % осіб, у тому числі 72,1 % дітей у віці до 18 років та 7,7 % осіб у віці 65 років та старших.
Цивільне працевлаштоване населення становило 397 осіб. Основні галузі зайнятості: роздрібна торгівля — 27,0 %, науковці, спеціалісти, менеджери — 12,6 %, освіта, охорона здоров'я та соціальна допомога — 10,8 %, публічна адміністрація — 9,6 %.